# Ferestrău-Oituz
Ferestrău-Oituz – wieś w Rumunii, w okręgu Bacău, w gminie Oituz. W 2011 roku liczyła 907 mieszkańców.